# Delias albertisi
Delias albertisi is een vlindersoort uit de familie van de Pieridae (witjes), onderfamilie Pierinae.
Delias albertisi werd in 1880 beschreven door Oberthür.